# Lynne Reid Banks
Lynne Reid Banks (* 31. Juli 1929 in London; † 4. April 2024) war eine britische Schriftstellerin, insbesondere von Kinder- und Jugendbüchern, die international vor allen Dingen für ihr Kinderbuch Der Indianer im Küchenschrank bekannt ist.

## Leben
Lynn Reid Banks wurde als einziges Kind von James und Muriel Reid Banks in Barnes, Surrey, (heute ein Stadtbezirk in West-London) geboren. Der Vater war ein schottischer Arzt, die Mutter eine irische Schauspielerin. Wie viele andere Kinder der Metropole wurde sie aufgrund des Bombenkriegs evakuiert. So lebte sie während des Zweiten Weltkriegs in Saskatoon, Saskatchewan, Kanada, um nach Ende des Krieges wieder in ihre Heimat zurückzukehren. Dort besuchte sie die St. Teresa’s School in Surrey. Bevor sie Schriftstellerin wurde, arbeitete sie als Schauspielerin und darüber hinaus bei ITN als eine der ersten Frauen als Fernsehjournalistin in Großbritannien.
1960 veröffentlichte sie ihren ersten Roman für Erwachsene, The L-Shaped Room, der sich sehr gut verkaufte und auch heute noch sein Publikum findet. Bereits zwei Jahre später wurde er unter dem Titel Das indiskrete Zimmer verfilmt und erlebte zwei Fortsetzungen in Buchform: The Backward Shadow und Two is Lonely.
1962 emigrierte Banks nach Israel, wo sie die nächsten acht Jahre im Kibbuz Yas'ur lebte. 1965 heiratete sie Chaim Stephenson, einen Bildhauer, mit dem sie drei Söhne hatte. Einer von ihnen, Omir Stephenson, arbeitete mit seiner Mutter 2010 an zwei Bildbüchern. Auch wenn die Familie bereits 1971 nach England übersiedelte, beeinflusste die Zeit in Israel ihre Arbeit. So ließ sie einige Romane (One More River, Broken Bridge, An End to Running und Children at the Gate) komplett oder teilweise in einem Kibbuz spielen.
Lynne Reid Banks lebte mit ihrem Mann in Shepperton in der Nähe von London.
Insgesamt schrieb Banks rund 40 Bücher, wobei sich der Kinderroman Der Indianer im Küchenschrank mit 10 Millionen Exemplaren wohl am besten verkaufte und ebenfalls verfilmt wurde. Außerdem verfasste die Schriftstellerin eine Biographie der Geschwister Brontë mit dem Titel Dark Quartet sowie eine Fortsetzung über Charlotte Brontë mit dem Namen Path to the Silent Country.

## Werke
Kinder- und Jugendromane
- The Indian in the Cupboard (1980)
- The Return of the Indian (1985)
- The Secret of the Indian (1989)
- The Mystery of the Cupboard (1992)
- The Key to the Indian (1998)
- Tiger Tiger
- The Adventures of King Midas
- Alice-By-Accident
- Angela and Diabola
- The Dungeon
- Maura’s Angel
- One More River (1973; überarbeitete Neuauflage 1992)
- Broken Bridge
- The Fairy Rebel
- The Farthest-Away Mountain (1976)
- Harry the Poisonous Centipede
- Harry the Poisonous Centipede Goes to Sea
- Harry the Poisonous Centipede’s Big Adventure
- I, Houdini: The Autobiography of a Self-Educated Hamster (1988)
- Stealing Stacey
- Melusine (1988)
- Bad Cat Good Cat (2011)

Andere Romane
- The L-Shaped Room (1960)
- An End to Running
- Children at the Gate
- The Backward Shadow, Fortsetzung von The L-Shaped Room
- Two is Lonely, dritter Teil der L-Shaped Room-Trilogie
- Casualties
- Defy the Wilderness
- Fair Exchange

Nichtfiktionale Werke
- Letters to My Israeli Sons (1973)
- Torn Country (1982)
- Dark Quartet
- Path to the Silent Country

Bilderbücher
- The Spice Rack (2010)
- Polly and Jake (2010)

## Auszeichnungen
- 1996: Nestlé Smarties Book Prize für Harry the Poisonous Centipede